# Srđan Todorović
Srđan Todorović (en cirílico: Срђан Тодоровић; n. 28 de marzo de 1965, Belgrado, Yugoslavia) o Srdjan Todorović, es un actor de cine y músico serbio. En su carrera cinematográfica es conocido por sus papeles en las elogiadas Underground, Gato negro, gato blanco (ambas de Emir Kusturica) y en la polémica película de 2010 Srpski film.
Como músico, Todorović cuenta con una prolífica carrera en la música rock serbia y ha tocado en bandas de como Električni Orgazam, Ekatarina Velika, Disciplina Kičme, Radnička Kontrola o Bezobrazno Zeleno, entre otros.

## Filmografía
- Montevideo, Bog te video (2010) - Bora Jovanovic
- Srpski film (2010) - Miloš
- Vratiće se rode (2008) - Dule Pacov
- Mi nismo anđeli 3: Rock & roll uzvraća udarac (2006) - Devil
- Ivkova slava (2005) - Smuk
- Mi nismo anđeli 2 (2005) - Devil (No somos ángeles 2)
- Sivi kamion crvene boje (2004) - Ratko
- Jagoda u supermarketu (2003) - Ratnik Marko Kraljevic
- Mrtav´Ladan (2001)
- Apsolutnih 100 (2001) - Igor
- Tandem (2000) - Papandreu
- Rat uživo (2000) - Dule
- Tri palme za dve bitange i ribicu (1998) -  Lane
- Crna mačka, beli mačor (1998) -  Dadan Karambolo (Gato negro, gato blanco)
- Tri Letnja Dana (1997) - Nikola (Tres días de verano)
- Underground (1995) - Jovan
- Crni bombarder (1992) - Fleka (El bombardero negro)
- Mi nismo anđeli (1992) - Devil (No somos ángeles)
- Kako je propao rokenrol (1989) - Koma (La caída del rock and roll)
- Zaboravljeni (1988) - Kifla
- Oktoberfest (1987)
- Bal na vodi (1986)

## Discografía

### conRadnička Kontrola
- "Dosada" / "TV u koloru" (1981)

### conBezobrazno Zeleno
- 1 (1983)

### conDisciplina Kičme
- Sviđa mi se da ti ne bude prijatno (1983)
- Ja imam šarene oči (1985) (EP)
- Svi za mnom! (1986)
- Dečija pesma (1988) (EP, invitado)

### conEkatarina Velika
- Ljubav (1987)
- Samo par godina za nas (1989)
- Neko nas posmatra (1993, invitado)
- Kao u snu - Live '91 (2001, en directo, invitado)

### conKazna Za Uši
- 3 (1994, split, invitado)
- Izliv radosti napad sreće (1994)

### conPartibrejkers
- Kiselo i slatko (1994)

### conElektrični Orgazam
- Zašto da ne! (1994)
- A um bum (1999) (invitado)
- Najbolje pesme vol. 2 1992-1999 (recopilatorio, canciones de Zašto da ne!)

### conPlejboj
- "Zajedno" (1995) (sencillo, invitado)